# Hans Paasche
Hans Paasche (3 d'abril de 1881, Rostock, Alemanya - 21 de maig de 1920, Gut Waldfrieden) fou un oficial de marina alemany, escriptor de viatges, assagista i portaveu del moviment burgès de la Lebensreform (reforma de la manera de viure) de començaments del segle xx.

## Biografia
Hans Paasche provenia d'una família conservadora de l'alta burgesia, el seu pare, Hermann Paasche, era economista i vicepresident del Parlament, soci del Partit Nacional Liberal. Paasche va estudiar a l'escola Joachimsthalschen de Berlín, però va haver d'abandonar els estudis per motius de salut i es va fer oficial de marina.
A principis de 1900 les ganes de conèixer món el van empènyer a inscriure's en una expedició com a Oficial Actiu de Marina. Amb la tropa colonial va viatjar cap a l'est d'Àfrica i va combatre l'aixecament Maji-Maji. Va tenir problemes amb els seus superiors perquè intentava minimitzar les pèrdues dels dos bàndols.
Criticava les brutals polítiques colonials del Reich alemany i exigia un tracte humà de la població autòctona. Va aprendre suahili per poder comunicar-se més bé amb els natius. Com que va agafar la malària es va veure obligat a abandonar el servei a l'Àfrica.
L'any 1909 es va casar amb Ellen Witting, filla del banquer Richard Witting i neboda del publicista Miximilian Harden. Per al viatge de noces se'n van anar a l'est d'Àfrica, al naixement del riu Nil. Així va ser com Ellen Paasche esdevingué la primera dona europea a anar-hi. Durant el 1909 i el 1910 la parella va viure al llac Victòria. Entre tots dos van escriure el llibre El viatge de noces al naixement del riu Nil, que mai no es va arribar a publicar i el manuscrit està actualment desaparegut.
L'any 1912 Hans Paasche, juntament amb Hermann Popert, va fundar la Vortruppbund alemanya, un moviment reformista i abstinent. Des d'aquell mateix any també es va convertir en coeditor del diari Der Vortrupp, que es publicava cada dues setmanes. Entre el 1912 i el 1913 hi va publicar la crònica d'un viatge en forma de cartes. Una obra fictícia i crítica sobre la seva pròpia cultura anomenada Die Forschung des Afrikaners Lukanga Mukara ins innerste Deutschland. Les cartes de seguida es van fer molt populars. El 1921, després de la seva mort, van sortir en forma de llibre i es van convertir en un bestseller.
Segons va explicar Paasche, ell i la seva dona havien conegut un jove africà durant la seva estada al llac Victòria anomenat Lukanga Mukara. Aquest jove va donar nom i va protagonitzar la seva novel·la. Paasche, amb l'ajuda d'aquest personatge, fa una crítica de la seva pròpia societat, la contaminació del medi ambient i el colonialisme des del punt de vista d'un estranger.
En els seus discursos, Hans Paasche va intentar despertar comprensió per Àfrica i per la gent que l'habita. Va intentar difondre el pacifisme i la defensa dels animals, va lluitar pel vot femení i va donar suport al moviment vegetarià. L'any 1913 es va convertir en el capdavanter del primer Dia de la Joventut Alemanya Lliure, una trobada del moviment juvenil que va tenir lloc al Höhen Meißner, situat al nord de Hessen. També formava part del "Cercle d'Amics" de Gusto Gräser, fundat per Friedrich Muck-Lamberty.
Tot i la seva defensa per la pau es va inscriure com a voluntari a la Primera Guerra Mundial. El seu rang com a Primer Oficial no li va impedir protestar contra el consum d'alcohol a l'exèrcit i tenir una bona relació fins i tot amb els seus subordinats. El fet de saber que el Reich alemany no feia més que obrir nous fronts enemics, va fer que s'oposés de cada cop més a dirigir els militars, no amagava gens la seva postura pacifista. Això va provocar que el 1916 abandonés amb deshonra el servei militar. Va tornar a Gut Waldfrieden on, ja amb quatre fills, va continuar escrivint sobre la guerra, sempre en el marc de la censura.
El 14 de juliol, per celebrar l'aniversari de la Revolució Francesa, va penjar una bandera francesa juntament amb els presoners de la guerra francesos que treballaven amb ell. El van denunciar i a la tardor del 1917 el van arrestar. Es va dirigir al jutge instructor amb el protocol que més tard va publicar amb el títol Meine Mitschuld am Weltkriege (La meva complicitat a la Guerra Mundial). El seu pare el va hospitalitzar en una clínica neurològica per evitar la imminent acusació judicial d'alta traïció i la imposició de pena de mort.
El 9 de novembre de 1918 uns mariners revolucionaris el van treure i el van portar al Parlament, on va ser escollit en el Consell de Treballadors i Soldats per part del Partit Socialdemòcrata Independent d'Alemanya (USPD en les seves sigles en alemany). A més dels canvis radicals demòcrates i socialistes va exigir, com a soci del consell executiu de Berlín, que s'enderroqués el Passeig de la Victòria i la Columna de la Victòria.
La mort de la seva dona a causa de la grip espanyola el va obligar a desfer-se de la seva finca a Gut Waldfrieden, on vivia amb els seus quatre fills mentre es dedicava a redactar escrits.
El 21 de maig del 1920 va ser afusellat per les tropes voluntàries del govern de dretes en el territori on solia anar a pescar quan era amb els seus fills, que van fugir.
Les experiències que va viure durant els viatges a l'Àfrica van influir en la seva manera de veure el món i van marcar un abans i un després en la seva vida que es reflecteix a tota la seva obra.

## Obres
- 1907 Im Morgenlicht. Kriegs-, Jagd- und Reise-Erlebnisse in Ostafrika
- 1912/1913 Die Forschungsreise des Afrikaners Lukanga Mukara ins innerste Deutschland
- 1912-1914 Der Vortrupp - Halbmonatsschrift für das Deutschtum unserer Zeit
- 1914 Fremdenlegionär Kirsch :Eine abenteuerliche Fahrt von Kamerun in die deutschen Schützengräben in den Kriegsjahren 1914/15
- 1992 Ändert Euren Sinn. Schriften eines Revolutionärs Posthume Schriften
- 2006 Die Forschungsreise des Afrikaners Lukanga Mukara ins innerste Deutschland